# Calvin C. Moore
Pour les articles homonymes, voir Moore.
Calvin C. Moore (né le 2 novembre 1936 à New York et mort le 26 juillet 2023) est un mathématicien américain qui travaille dans la théorie des algèbres d'opérateurs et des groupes topologiques.

## Biographie
Moore est diplômé de l'université Harvard avec un baccalauréat en 1958 et un doctorat en 1960 sous la direction de George Mackey (Extensions et théorie de la cohomologie des groupes localement compacts). En 1961, il devient professeur adjoint à l'université de Californie à Berkeley et professeur en 1966. De 1977 à 1980, il est directeur du Centre de mathématiques pures et appliquées.
Avec Shiing-Shen Chern et Isadore Singer, Moore cofonde le Mathematical Sciences Research Institute (MSRI) en 1982. De 1964 à 1965, il est à l'Institute for Advanced Study de Princeton, New Jersey.
Moore est membre de l'Académie américaine des arts et des sciences. De 1965 à 1967, il est Sloan Fellow. De 1971 à 1979, il est membre du conseil d'administration de l'American Mathematical Society, dont il est membre. Depuis 1977, il est co-rédacteur en chef du Pacific Journal of Mathematics. De 1978 à 1979, il est professeur de recherche Miller à Berkeley.
Il écrit une histoire des mathématiques à Berkeley,.
Roger Evans Howe, Truman Bewley (en) et Bruce Blackadar (de) sont parmi ses élèves.
Moore meurt le 26 juillet 2023

## Écrits
- Avec Claude Schochet, Global Analysis on Foliated Spaces, MSRI Publications, Springer Verlag 1988, 2e éd., Cambridge University Press 2006.